# Regiones di 2867 Šteins
Segue una lista delle regiones presenti sulla superficie di 2867 Šteins. La nomenclatura di Šteins è regolata dall'Unione Astronomica Internazionale; la lista contiene solo formazioni esogeologiche ufficialmente riconosciute da tale istituzione.
Le regiones di Šteins portano il nome dello scopritore dell'asteroide.
Sono tutte state identificate durante il sorvolo ravvicinato della sonda Rosetta, l'unica ad avere finora raggiunto Šteins.

## Prospetto
| Regio          | Eponimo                                                                         | Latitudine | Longitudine | Diametro |
| -------------- | ------------------------------------------------------------------------------- | ---------- | ----------- | -------- |
| Chernykh Regio | Nikolaj Stepanovič Černych - Astronomo russo (1931-2004). Scopritore di Šteins. | 20° S      | 60° E       | 7,5 km   |